# Balongbendo
Balongbendo is een bestuurslaag in het regentschap Sidoarjo van de provincie Oost-Java, Indonesië. Balongbendo telt 3124 inwoners (volkstelling 2010).